# Herbert von Hoerner
Herbert von Hoerner (* 9. Maijul. / 21. Mai 1884greg. in Ihlen (lettisch Īle) im Kirchspiel Groß-Autz (lettisch Lielauce) in Kurland; † einer neueren Mitteilung zufolge am 26. September 1946 in Bautzen) war ein deutschbaltischer Schriftsteller und Maler.

## Leben und Werk
Herbert Otto Christian Carl von Hoerner wurde am 9. (nach anderen Quellen am 8.) Mai 1884 auf Gut Ihlen in Kurland geboren. Er war das jüngste der fünf Kinder von Rudolph von Hoerner (1848–1919), zeitweise Präsident der Kurländischen Gesellschaft für Literatur und Kunst, und der Baronesse Magdalene von Lieven (* 1853). Die väterliche Familie stammte ursprünglich aus dem Egerland in Böhmen und war 1568 in den polnischen Adelsstand erhoben und 1620 bei der kurländischen Ritterschaft eingetragen worden. Herberts Vater war seit 1880 Majoratsbesitzer von Ihlen, von 1879 bis 1905 residierender Kreismarschall, seit 1892 Direktor des Kurländischen Provinzialmuseums, seit 1893 Präses der Kurländischen Gesellschaft für Literatur und Kunst und von 1894 bis 1905 Beisitzer des Kurländischen evangelisch-lutherischen Konsistoriums.
Herbert von Hoerner erhielt Privatunterricht und besuchte das russische Gymnasium in Mitau. In dieser Zeit begann die lebenslange Freundschaft mit seinem zwei Jahre jüngeren Mitschüler Johannes von Guenther, dem späteren Schriftsteller und Übersetzer. Nach dem Schulabschluss absolvierte Hoerner seinen Militärdienst beim 42. Mitauschen Dragonerregiment der russischen Armee, die er als Fähnrich verließ. Anschließend begann er 1905 ein Studium der Malerei, Kunstgeschichte und Architektur an der Kunstakademie in München. 1906 wechselte er zur Staatlichen Kunstschule in Breslau; dort zählte Hans Poelzig zu seinen Lehrern. 1908 bestand er in Breslau ein Zeichenlehrerexamen. Danach arbeitete Hoerner als Zeichenlehrer in Mitau und lebte zeitweise als freier Künstler in Riga. Außerdem unternahm er Studienreisen, die ihn unter anderem wieder nach München und nach Italien führten.
Der Ausbruch des Ersten Weltkriegs überraschte ihn in Deutschland, wo er einer Beschäftigung als Porträtmaler in Freiburg im Breisgau nachging. Als russischer Reserveoffizier wurde er in Küstrin und Celle (nach anderen Quellen in Zell am See) interniert und erst 1916 auf Fürsprache des Vaters wieder entlassen. Gedichte und kleinere Prosatexte von Hoerners waren zu dieser Zeit bereits in Sammelbänden vertreten.
1917 lebte Herbert von Hoerner im Künstlerhaus Dresden-Loschwitz, wo er am 15. Dezember 1917 die aus einer Breslauer Kunsthandwerkerfamilie stammende Schriftstellerin Susanne Heintze (1890–1978) heiratete. Aus dieser Ehe gingen zwei Söhne hervor, darunter der Astrophysiker Sebastian von Hoerner.
Da das Baltikum mittlerweile von deutschen Truppen besetzt war und zum Gebiet des Oberbefehlshabers Ost gehörte, konnte Hoerner 1918 mit seiner Frau nach Gut Ihlen zurückkehren. In den Bürgerkriegsjahren 1919 und 1920 nahm er als Offizier in der 3. Kompanie der Baltischen Landeswehr am Lettischen Unabhängigkeitskrieg teil. Von November 1919 bis April 1920 gab er neun Ausgaben der Kompaniezeitschrift Die Leuchtpistole heraus. Er trug kolorierte Zeichnungen und umfangreiche Analysen der militärisch-politischen Situation im Baltikum bei. Seine Kriegserlebnisse stellte er 1922 in seiner ersten Einzelpublikation Villa Gudrun dar.
Wie viele andere Deutschbalten musste Hoerner nach der Auflösung der Baltischen Landeswehr Lettland verlassen und seine Familie verlor ihren angestammten Besitz. Als Übersetzer, Porträtmaler, Dichter und Schriftsteller verbrachte er sieben Wanderjahre in Deutschland. Dokumentiert sind Aufenthalte in Berlin, Chemnitz (1921), in einer Künstlerkolonie in Überlingen am Bodensee (1922–1925) und auf Gütern in Pommern. In Überlingen lektorierte und übersetzte er für die Verlage von Oskar Wöhrle und Erich Matthes. 1928 ließ sich Hoerner schließlich in Görlitz nieder, wo er als Zeichenlehrer am Gymnasium Augustum angestellt wurde und zeitweise auch Mathematik und Deutsch unterrichtete.
Neben dem Lehrerberuf betätigte er sich zunehmend schriftstellerisch. In den 1930er Jahren erschienen neben Berichten aus dem Krieg eine Reihe von ihm verfasster Novellen und Erzählungen. Hoerner war ein Anekdotenerzähler mit hintergründigem Humor, oft auch melancholischen Anflügen. Er wählte zumeist heimatbezogene, traditionelle Sujets, nutzte einfache aber symbolträchtige Motive und bemühte sich um eine atmosphärische Landschafts- und Menschenzeichnung. Diese Art heimatverbundener Dichtung ließ sich leicht mit Blut-und-Boden-Vorstellungen zur Deckung bringen und wurde vom Nationalsozialismus geschätzt, auch wenn sie keine eindeutig politische Botschaft enthielt. Für seinen in zahlreiche Sprachen übersetzten Bauernroman Der graue Reiter (1940), der Motive aus Theodor Storms Novelle Der Schimmelreiter adaptiert, wurde von Hoerner der Literaturpreis der Stadt Berlin für das Jahr 1940 verliehen.
Im Zweiten Weltkrieg meldete er sich freiwillig zum Dienst in der Wehrmacht und wurde bei Stalingrad und in der Ukraine als Dolmetscher („Sonderführer“) eingesetzt. Nach einer schweren Erkrankung wurde er Sprachlehrer einer Dolmetscherkompanie in Breslau. Kurz vor Kriegsende geriet er allen bisherigen Darstellungen zufolge, die sich auf Erinnerungen seines 2003 verstorbenen Sohnes stützen, auf der Flucht von Breslau nach Görlitz in sowjetische Kriegsgefangenschaft und wurde 1946 im Untersuchungsgefängnis Bautzen inhaftiert, während seine Frau in Görlitz verhaftet wurde. Einer 2011 veröffentlichten Forschungsarbeit zufolge, die sich auf neu erschlossenes ostdeutsches und russisches Archivmaterial stützt, hielt er sich dagegen in den letzten Kriegsmonaten in Görlitz auf und stand dem Görlitzer Festungskommandanten Oberst Neise als Dolmetscher zur Verfügung.
Hoerner wurde nach bisheriger Darstellung als Gefangener in ein Internierungslager nach Torgau gebracht und soll dort im Mai 1950 zu Tode gekommen sein. Davon abweichend stellt die Untersuchung aus dem Jahr 2011 fest, Herbert von Hoerner sei ausweislich der Akten am 18. Juni 1946 zusammen mit seiner Frau vom sowjetischen Geheimdienst MGB in Görlitz verhaftet und am 30. August 1946 von einem Sowjetischen Militär-Tribunal der 11. Transkarpaten-Berliner Garde-Panzerdivision wegen „konterrevolutionärer Verbrechen“ nach Artikel 58/2 (bewaffneter Aufstand, Eindringen in die UdSSR) des Strafgesetzbuches der RSFSR zum Tode durch Erschießen verurteilt worden. Das Urteil wurde am 26. September 1946 in Bautzen vollstreckt. Dementsprechend sei von Hoerner auch nie in Torgau interniert gewesen. Im Oktober 2002 wurde Herbert von Hoerner von der russischen Militärhauptstaatsanwaltschaft rehabilitiert.
Herbert von Hoerners literarische Werke wurden bis in die 1960er Jahre mehrfach neu aufgelegt, sind heute jedoch weitgehend vergessen. Lediglich sein Gedicht Erntekranz wird noch immer in Schulbüchern abgedruckt. Sein zuerst 1937 erschienener und zuletzt 1980 bei Salzer aufgelegter, kurzer Kriminalroman Die letzte Kugel wurde 2018 beim Egmont-Verlag erneut verlegt.

## Auszeichnungen
- 1938 – Jahresgabe der Gesellschaft der Bücherfreunde zu Chemnitz[14]
- 1940 – Literaturpreis der Reichshauptstadt Berlin[9]

## Werkeauswahl
- Villa Gudrun (Stücke einer Sammlung). An der Bolschewistenfront in Lettgallen im August 1920 (Hartenstein im Erzgebirge 1922); Kriegserinnerungen mit Gedichten
- Theseus (1923); Drama, in Meiningen aufgeführt
- Des Frosches Auferstehung: eine Tier- und Tanzfabel (1927);
- Der Zauberkreis: ein Tanzspiel mit begleitenden Versen (1928);[15]
- Sechs Gedichte (1935); Lyrik
- Bruder im Felde (1936); Erzählung
- Die Kutscherin des Zaren (1936); Erzählung
- Die letzte Kugel (1937); Erzählung
- Die grüne Limonade (1938); Erzählung
- Der große Baum (1938); Erzählung
- Der graue Reiter (1940); Roman, Übersetzungen ins Französische, Finnische, Italienische, Niederländische, Schwedische und Lettische
- Die Welle (1942); Lyrische Gedichte
- Landschaften (1942); Skizzen

Vertonungen:
- Annings Lied, Liedchen, Sommernacht, Die Welle. Vier Lieder für mittlere Stimme, Violine, Cello und Klavier (ca. 1949); Komponistin: Hilda Kocher-Klein[16]
- Ländliche Weisen. Vier Lieder für eine mittlere Stimme und Klavier. Volksweise (Rilke). Reigenlied (Johannes von Guenther). Klage (Johannes von Guenther). Annings Lied (Herbert von Hoerner) (1960); Komponist: Gerhart von Westerman[17]
- Welle des Lebens (1979); Ein Chorwerk für festliche Anlässe auf einen Text von Herbert von Hoerner für Männerchor und Klavier oder Orgel oder Orchester; Komponist: Hermannjosef Rübben.[18]
- Erntekranz (1999); Komponist: Wilhelm Koch[19]

Übersetzungen:
- Die Nase. von N. Gogol (1923);
- Iwan der Schreckliche. von A.K. Tolstoi (1924); auch unter dem Titel Der silberne Fürst verlegt
- Das verschwundene Schreiben und Die verhexte Stelle. von N. Gogol (1924);
- Erinnerungen. von S.J. Witte (1923)
- Mumu. von I.S. Turgenew (1924)
- Die Uhr. von I.S. Turgenew (1924)
- Der Sargmacher. und Akulina. von A.S. Puschkin (1924)